# Monte São Odílio

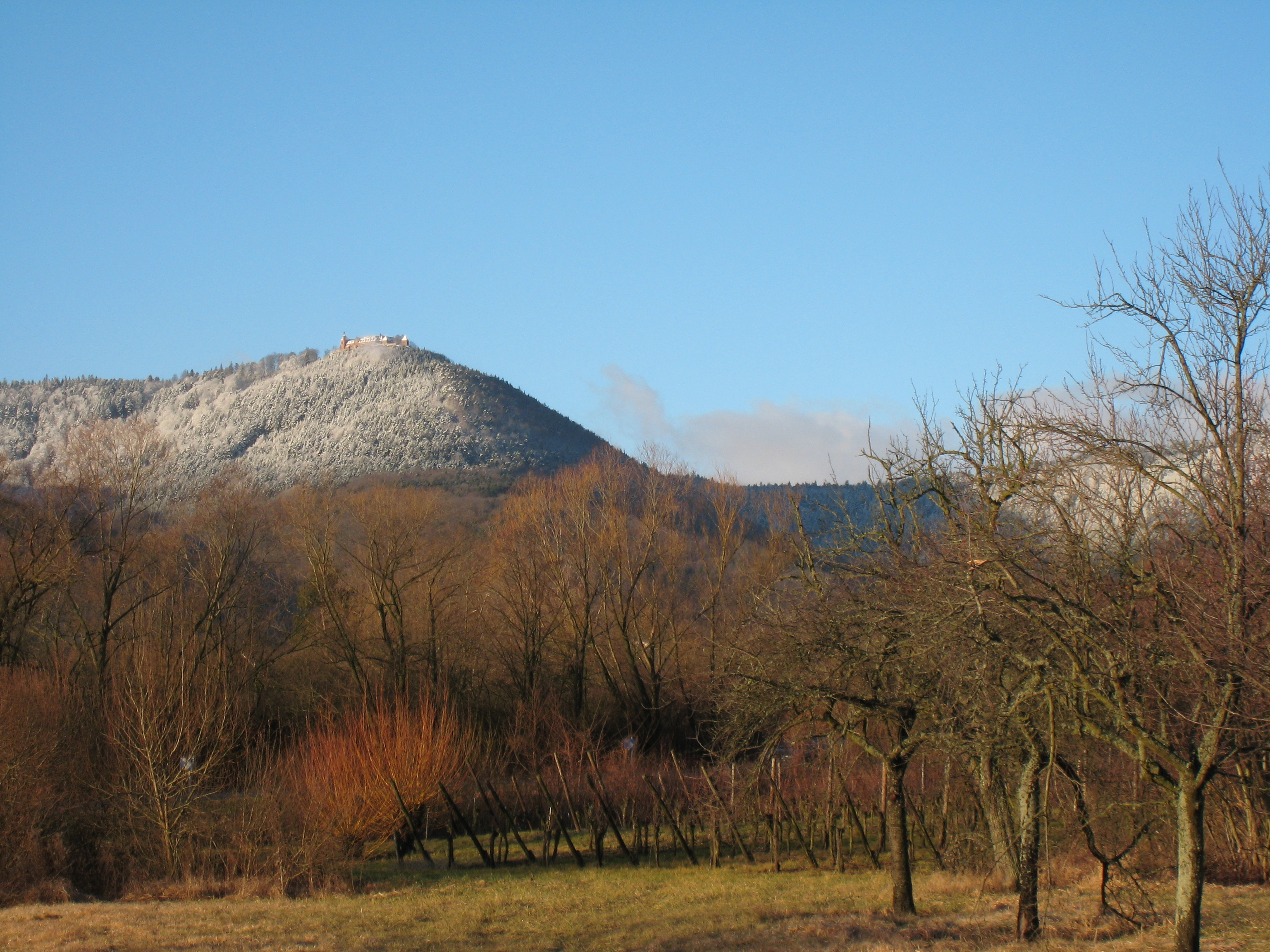
Monte São Odílio, França.

Monte São Odílio é um pico de 760 metros de altitude nas montanhas dos Vosges, na Alsácia, França, imediatamente a oeste de Barr. Tem um mosteiro e convento no topo chamado Abadia de Hohenburg.

## História
A montanha e seus arredores contêm evidências de assentamentos celtas e também entra na história registrada durante a época romana, pois uma fortaleza foi supostamente destruída pelos vândalos em 407. Na segunda metade do século IX, quando os vikings atacaram os Países Baixos, que haviam sido recentemente convertidos ao cristianismo, os bispos de Utrecht foram para o exílio e usaram o monte como abrigo.
Pelo menos desde o século XIX, sua beleza foi celebrada e a montanha é frequentemente incluída em guias turísticos.